# Friedemann Rieger
Friedemann Rieger (* in Crailsheim) ist ein deutscher Pianist mit einer internationalen Karriere als Solist, Kammermusiker und Liedpianist. Seit 1996 ist er Professor für Klavier an der Hochschule für Musik und Darstellende Kunst Stuttgart, wirkte dort lange Zeit als Prodekan und seit 2018 als Dekan der Fakultät 3. Darüber hinaus hat er seit 1996 eine Professur für Klavierkammermusik an der Zürcher Hochschule der Künste inne.

## Werdegang
Rieger studierte als Stipendiat der Studienstiftung des Deutschen Volkes in Stuttgart, München und Freiburg bei Dora Metzger, Vladimir Horbowski, Andrzej Jasiński, Konrad Richter und Carl Seemann. In den Jahren 1977 bis 1983 wurde er bei mehreren Wettbewerben ausgezeichnet, z. B. mit dem Premio Vittorio Gui in Florenz, beim  Concours Clara Haskil in Vevey und im Wettbewerb des Deutschen Musikrates. Die Zeitung Le Monde würdigte Rieger für seine „eine ebenso transparente wie transzendente Technik und eine wahre Sensibilität“. Rieger, so die Zeitung Tribune de Matine aus Lausanne nannte Rieger einen Pianisten, „der mit seinem ganzen Körper, seinem ganze Herzen und seinem ganzen Kopf spielt“.
Rieger entfaltete eine ausgedehnte internationale Konzerttätigkeit und produzierte über 20 CDs mit Solo- und Kammermusikwerken verschiedener Stilrichtungen.  Er gastierte solistisch und als Kammermusikpianist auf dem Kennedy Center Washington, der Sydney Opera, der Hamburger Musikhalle, der Alten Oper Frankfurt und der Tonhalle Zürich.
Friedemann Rieger war Gründungsmitglied des Trio Parnassus, seit 1989 ist er festes Mitglied des Trio Kreisleriana und des Menuhin Festival Piano Quartet. Mit dem  Violinistin Nora Chastain bildet er  ein festes Duo. Zu seinen weiteren Partnern zählen unter anderen Paul Coletti, Francis Gouton, Omar Zoboli, Silvia Simionescu, Troels Svane, Julian Prégardien, Thomas Pfeiffer,  Klaus -Peter Hahn, das Vogler-Quartett und das Carmina Quartett.

## Diskographie
- Franz Schubert: Winterreise, Thomas Pfeifer, Friedemann Rieger, Bayer Records,
- Franz Schubert: Die schöne Müllerin mit Thomas Peiffer, Bariton; Bayer Records
- Franz Schubert: Schwanengesang D. 957 (1828), Thomas Pfeiffer (Performer), Friedemann Rieger (Performer)
- Sergei Vasilyevich Rachmaninoff, Bohuslav Martinů, Michael Groß (Cello), Friedemann Rieger, Sonate für Klavier und Violoncello Op.19 / Variations Sur Une Thème Slovaque
- Benjamin Britten, Charles Koechlin, Carl Nielsen, Edward Bogusławski: Intimate Oboe Music – Omar Zoboli, Friedemann Rieger, Gallo CD 148
- Alfredo Casella: Concerto for Piano Trio, Op. 56; Sonata a Tre, Op. 62, Trio Kreisleriana, Koch Schwann
- Wolfgang Amadeus Mozart, Die Klaviertrios von 1788 Trio Kreisleriana

### Solo
- Paul Hindemith: Die vier Temperamente für  Klavier und Streichorchester, Ars-Produktion
- Wolfgang Amadeus: Klaviersonaten KV. 283,311,330,Mediaphon Green Label

### Mit dem Trio Parnassus
- Bedrich Smetana: Piano Trio, Op. 15; Anton Arensky: Piano Trio, Op. 32
- Johann Nepomuk Hummel, Trio Parnassus, Complete Piano Trios, MDG
- Claude Debussy, Maurice Ravel, Trio Parnassus Piano Trios,  Musikproduktion Dabringhaus und Grimm

### Mit der Violinistin Nora Chastain
- Ludwig van Beethoven, Sonatas for violin and piano, D Major op. 12 No. 1, A Major op. 12 No. 2, E Flat Major op. 12 No. 3, G Major op. 30 No. 3, Ars Produktion
- Ludwig van Beethoven, Sonatas for violin and piano a minor op. 23,     F Major, op. 24 „Frühlingssonate“, A Major op. 47 „Kreutzer-Sonate“, Ars Produktion
- Ludwig van Beethoven, Sonatas for violin and piano, A Major op. 30 No. 1, c minor op. 30 No. 2, G Major op. 96, Ars Produktion: 38 443
- Ludwig van Beethoven, Sonatas for piano and violin, op.12/1, 23, 24, MED 72.122
- Ludwig van Beethoven, Sonatas for piano and violin, no. 2, 3, op. 12, 10 op. 96Music for UNICEF
- Gabriel-Urbain Fauré, Violinsonata, A Major, op. 13, Claude Debussy, Violinsonata, Arthur Honegger, Violinsonata, Ars Produktion
- Wolfgang Amadeus Mozart, Violinsonata, E flat Major KV 481, Violinsonata, G Major KV 301, Violinsonata, C Major KV 296 & 403, Mediaphon Green Label

### Mit dem Menuhin Festival Piano Quartet
- Wolfgang Amadeus Mozart, Piano Quartets K. 478 and K. 493, Naxos
- Joaquín Turina: Chamber Music, Volume 4: Piano Quartet, Op. 67/Piano Quintet, Op. 1/Piano Sextet, Op. 7, Claves
- Johannes Brahms: The Three Piano Quartets, Claves
- Ludwig van Beethoven, Klavierquartett, Es-Dur, op. 16, Franz Schubert, Adagio e Rondo concertante, F-Dur, D487, Robert Schumann, Klavierquartett, Es-Dur, op. 47, Ars
- Johannes Brahms, Klavierquartett, g-Moll, op. 25, Klavierquartett, A-Dur, op. 26, Klavierquartett, c-Moll, op. 60, Claves
- Felix Mendelssohn Bartholdy, Klavierquartett, f-Moll, op. 2, Richard Strauss, Klavierquartett, c-Moll, op. 13

## Lehre
Friedemann Rieger ist Professor für Klavier an der Staatliche Hochschule für Musik Stuttgart und für Klavier-Kammermusik an der Zürcher Hochschule der Künste. Seine Studenten werden zahlreich bei internationalen Wettbewerben ausgezeichnet. Dazu zählen Andreas Grau, Götz Schumacher, Laurens Patzlaff, Doriana Tchakarova, Stanislav Dimitrov, Petra Marianowski und viele andere.
Als Juror wirkt er bei wichtigen Musikwettbewerben und leitet Internationale Meisterkurse auf Schloss Filseck, bei der Pianale Fulda. Auf Schloss Schlitz, der Internationalen Sommerakademie Niedersachsen und den Meisterkurts „La Palmúsica“ auf der Kanarischen Insel La Palma.